# Криптона дифторид-ксенона гексафторид
Криптона дифторид - ксенона гексафторид — KrF2 · XeF6, неорганический аддукт двух фторидов благородных газов.

## Получение
Получают реакцией дифторида криптона с ксеноном:

{\displaystyle {\mathsf {4KrF_{2}+Xe\ \xrightarrow {} \ KrF_{2}\cdot XeF_{6}+3Kr}}}

## Свойства
Кристаллическое, не ионное вещество, устойчивое при комнатной температуре. Очень сильный окислитель. Бурно реагирует с водой. Довольно летуч.